# Транспорт в Индонезии

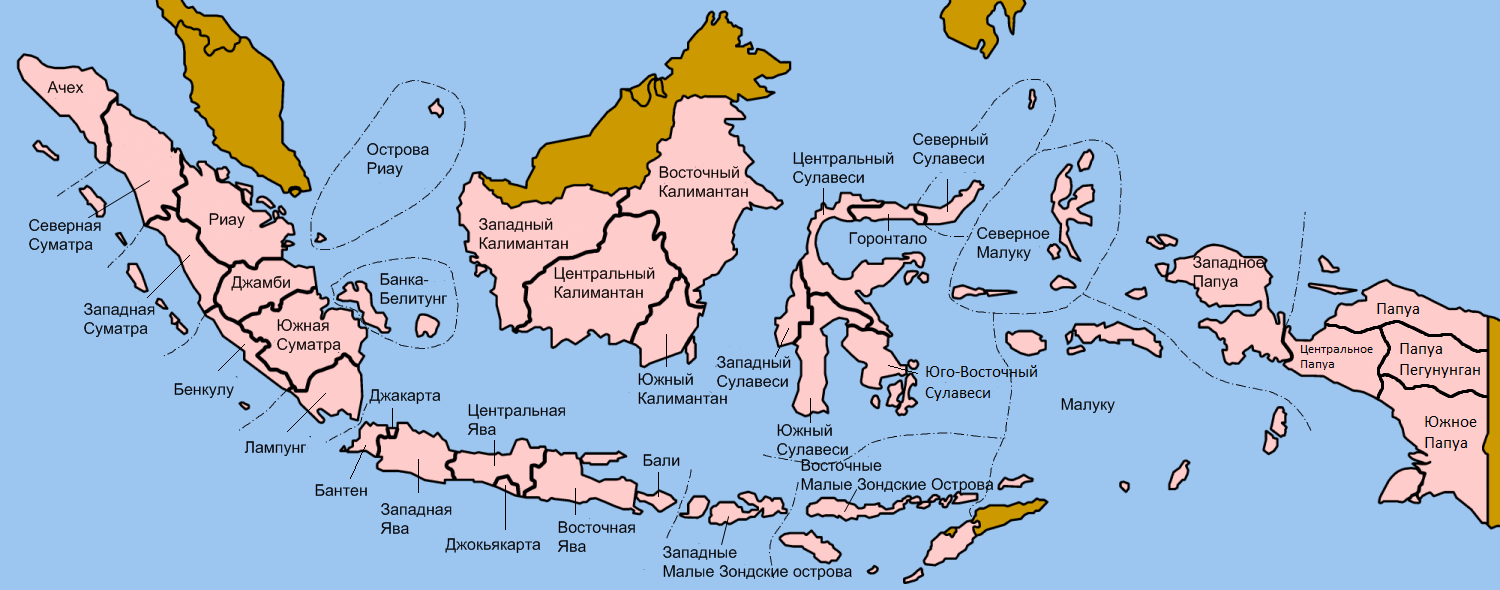
Карта Индонезии

Индонезия расположена на островах Зондского архипелага, а её острова связаны между собой только морским и воздушным сообщением. Морской транспорт, связывающий острова, чрезвычайно важен для экономики и хорошо развит, а на каждом крупном острове находится не менее одного портового города. Внутренний водный транспорт наиболее развит на Калимантане и Восточной Суматре. Система железных дорог состоит из четырёх не связанных между собой частей на Яве и Суматре. Длина автомобильных дорог по состоянию на 2008 год насчитывает почти 438 тысяч километров. Значение воздушного транспорта наиболее высоко в местах, где водные или сухопутные пути отсутствуют, при этом во все крупные города Индонезии можно добраться пассажирским самолётом.

## Водный транспорт

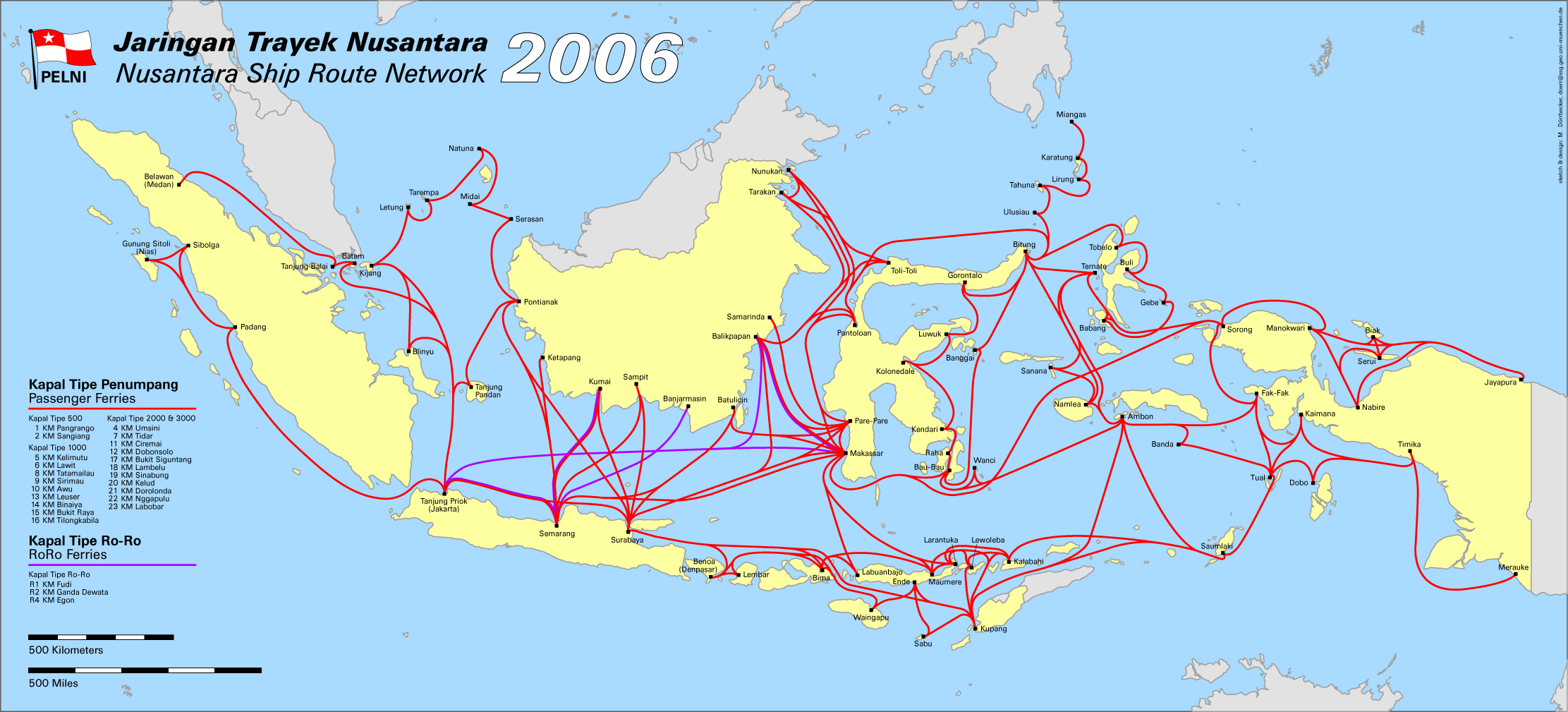
Морские пути национальной судоходной компании Индонезии

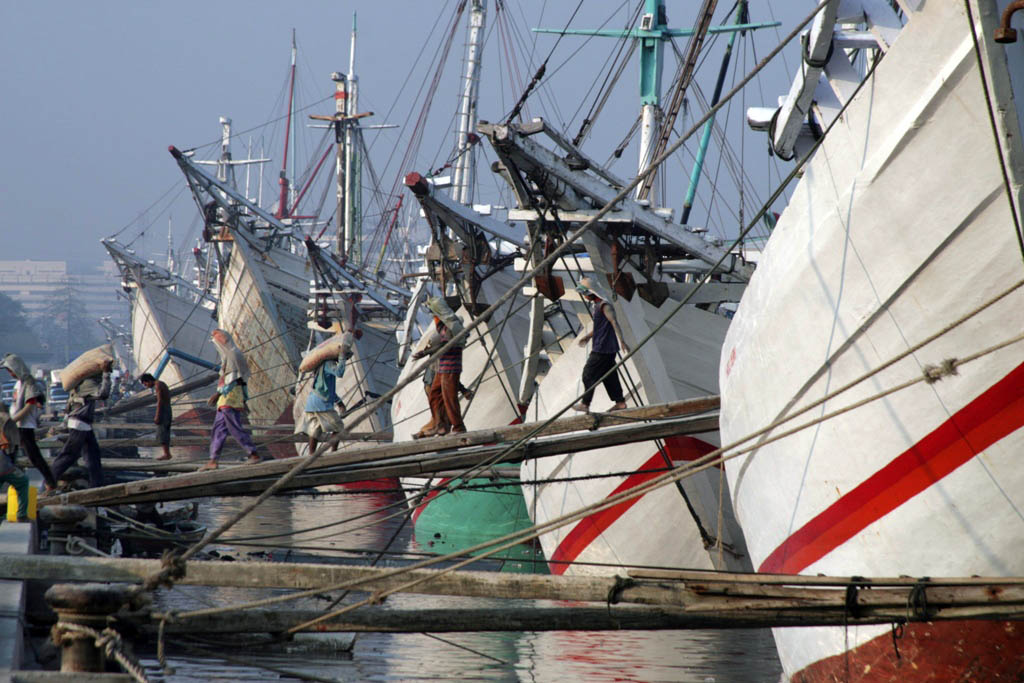
Традиционное индонезийское судно пиниси до сих пор используется на внутренних морских путях

Для расположенной на обширном архипелаге Индонезии водный транспорт обеспечивает необходимую связь между различными частями страны. Наиболее часто используются крупные контейнеровозы, большое число паромов, пассажирских судов, парусных судов и более мелких моторизованных судов. Традиционные деревянные парусные суда — пиниси — до сих пор достаточно широко используются на внутренних торговых путях Индонезийского архипелага. Основные стоянки пиниси — Сунда Келапа в Джакарте и Паотере в Макассаре.
Многочисленные паромы обеспечивают переправу через проливы между островами, особенно среди череды островов, протянувшихся от Суматры до Явы и Малых Зондских островов. На трассах между Суматрой, Явой и Бали несколько паромов курсируют с небольшим интервалом круглосуточно. Через Малаккский пролив организовано международное сообщение между Суматрой и Малайзией и между Сингапуром и близлежащими индонезийскими островами, например, Батамом.
Сеть пассажирских кораблей обеспечивает связь с более удалёнными островами, в основном восточной части архипелага. Национальная судоходная компания Пелни предлагает маршруты во многие порты страны с периодичностью от двух до четырёх недель. Этот способ является наиболее дешёвым вариантом преодолеть большие расстояния между островами. Ещё более мелкие частные суда позволяют переправляться с острова на остров.
На некоторых островах крупные реки обеспечивают транспортную связь между поселениями в отсутствие дорог. На Калимантане для достижения внутренних областей используются лодки.

### Водные пути
Общая длина водных путей Индонезии составляет 21 579 км (2011), половина из них проложена по Калимантану, оставшиеся — на Суматре и в Папуа. Их создание на этих островах было необходимо из-за недостаточной ширины местных рек для судов среднего размера. Кроме того, прокладывать здесь дороги и рельсы невыгодно, поскольку данные острова не настолько развиты, как, например, Ява. Индонезия занимает седьмое место по протяжённости водных путей.

### Порты
В число важнейших портов Индонезии входят Джакарта, Купанг, Макассар, Семаранг, Сурабая, Чилакап и Чиребон. Ими управляют различные госкорпорации, имеющие порядковые номера с I по IV. Зоны их юрисдикции расположены с запада на восток.

## Автомобильные дороги

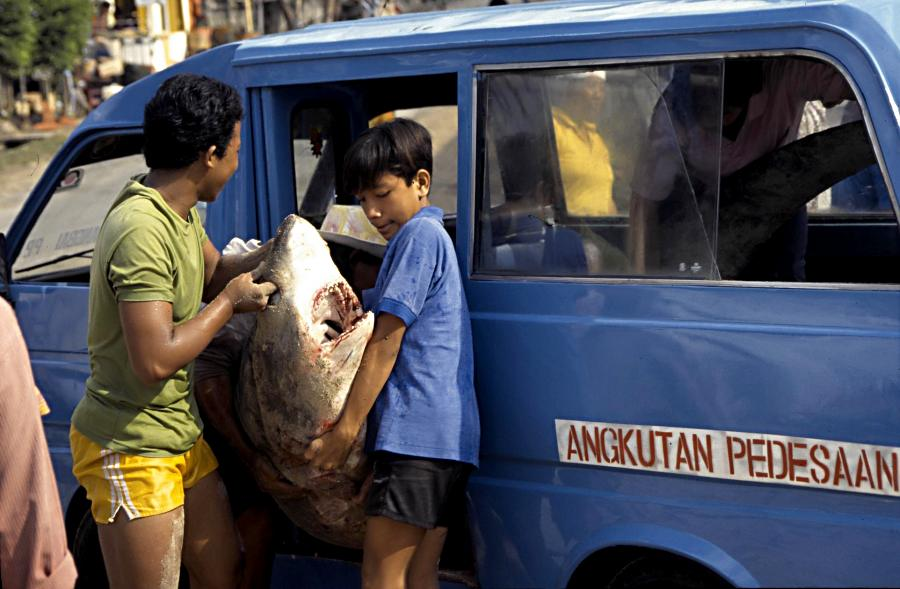
Погрузка в микроавтобус

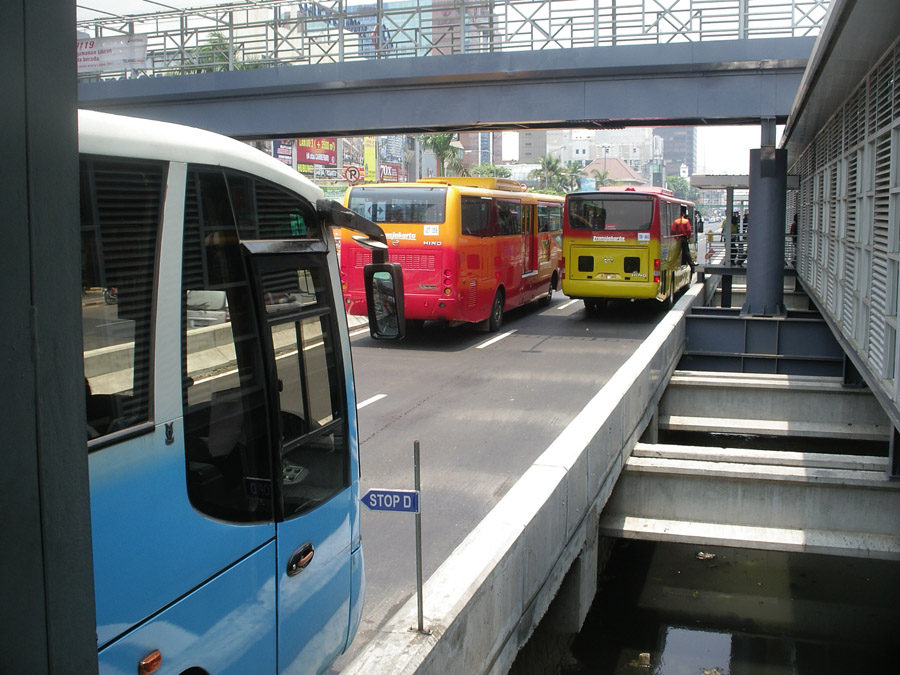
Скоростной автобусный транспорт в Джакарте

На дорогах Индонезии используются разнообразные транспортные средства. Автобусные маршруты проложены во всех областях, имеющих выход к дорожной сети. Между крупными городами, особенно на Суматре, Яве и Бали, автобусное сообщение хорошо развито, маршруты в основном безостановочные. В более удалённых областях и между небольшими городами курсируют микроавтобусы и минивэны (angkut). Автобусы и фургоны также преобладают в городах. Очень часто они выполняют роль маршрутных такси.
Многие города также имеют другие варианты наемного транспорта: такси, скоростной автобус (например, ТрансДжакарта), авторикши. Также обычны в индонезийских городах велорикши (becak), предлагающие недорогой способ передвижения. Велорикши считаются причиной дорожных заторов и запрещены в большинстве центральных районов Джакарты. В некоторых городах встречаются конные повозки.
Благодаря высокой покупательной способности индонезийцев среди них много владельцев автомобилей, особенно в крупных городах. Однако рост числа машин значительно опережает строительство новых дорог, в результате часто возникают заторы, в том числе и на автострадах.
Общая протяжённость асфальтированных дорог Индонезии — 213 649 км, неасфальтированных — 154 711 км (2002).
Автомагистрали Индонезии делятся на национальные (25, в настоящее время имеются только на Яве), и платные. Самой дорогой является Cipularang Toll road, соединяющая Джакарту с Бандунгом.
Для управления всеми наземными дорогами в Индонезии используется Intelligent Transportation System (ITS), которая последовательно вводится в строй с 2012 года. На частной основе ITS Indonesia функционирует с 26 апреля 2011 года.

## Железные дороги

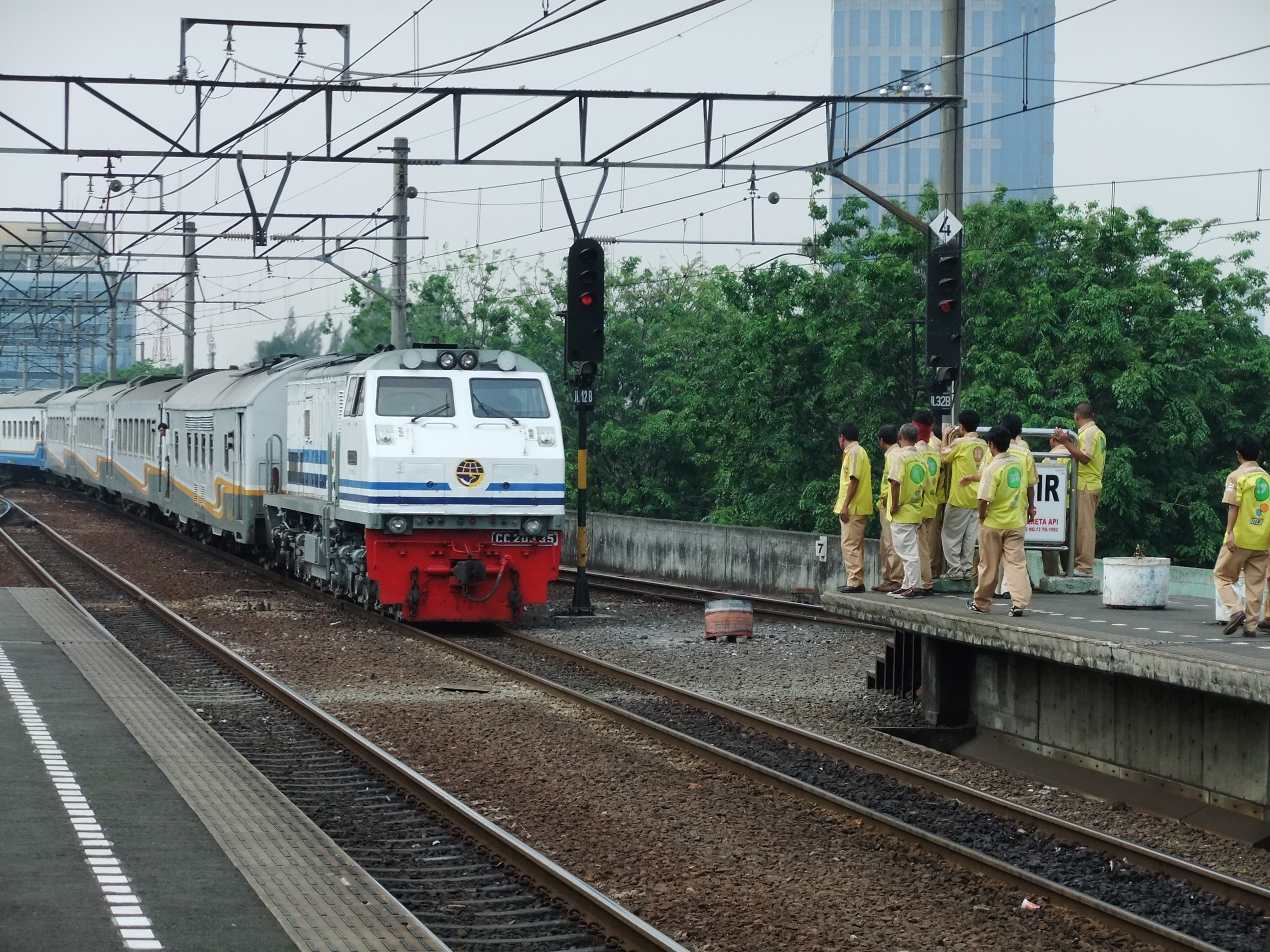
Поезд на станции Гамбир

Большая часть железных дорог Индонезии расположена на Яве. Здесь находятся две крупные линии, проходящие через весь остров, и несколько более мелких. Линии служат как грузовому, так и пассажирскому транспорту. В Джакарте и окрестностях ходят пригородные поезда, известные под названием KRL Jabotabek. Сходный транспорт обслуживает Сурабаю. В 2008 правительство планировало связать международный аэропорт Сукарно-Хатта и Манггарай (Джакарта), но проект остался нереализованным. В Джакарте велось строительство монорельсовой транспортной системы, после финансового кризиса в Азии в 1998 году оно было остановлено и остается без признаков возобновления.
Другие железнодорожные сети Индонезии — три разобщённые линии в различных регионах Суматры: одна на севере вокруг Медана, вторая в Западной Суматре из Париамана в Паданг, и третья на юге из Лубуклингау (Южная Суматра) в Бандар-Лампунг (Лампунг).
На Калимантане строится 122-километровая железнодорожная линия для транспортировки угля.
В 2023 году запущена высокоскоростная железнодорожная магистраль Whoosh, соединившая столицу страны Джакарту с административным центром провинции Западная Ява Бандунгом.

## Воздушный транспорт

Местные авиалинии Garuda Indonesia

Воздушный транспорт играет критическую роль в сообщении между многочисленными островами архипелага. Главным транспортным узлом является международный аэропорт Джакарты Soekarno–Hatta. При этом безопасность воздушного транспорта Индонезии считается одной из самых низких в мире из-за нескольких лётных происшествий последнего времени. В 2011 году количество авиапассажиров в Индонезии достигло 66,0 миллионов, из которых 58,8 миллионов пришлось на внутренние линии, а 7,2 миллиона — на международные. В целом это число на 15 % превзошло показатели 2010 года.

## Трубопроводы
Индонезия располагает трубопроводами для транспортировки сырой нефти — 2 505 км; продуктов перегонки нефти — 456 км; природного газа — 1703 км (1989).